# MacOS Monterey
macOS Monterey (версія 12) — 18-ий основний випуск macOS, операційної системи компанії Apple для коп'ютерів Macintosh. Є наступницею операційної системи macOS Big Sur та була представлена на WWDC 2021 7 червня 2021 року, і очікується, що вона вийде в кінці 2021 року. Бета-версія macOS Monterey була випущена розробникам, зареєстрованим у програмі Apple Developer 7 червня 2021 року. Публічна бета-версія була випущена на початку липня 2021 року.
Випущена 25 жовтня 2021 року.
Операційна система названа на честь затоки Монтерей, дотримуючись традиції Apple називати версії macOS назвами з Каліфорнії.

## Зміни
Деякі основні функції, продемонстровані під час WWDC, включають:
- Появу Ярликів для Mac
- Універсальний контроль, який дозволяє одній клавіатурі та миші взаємодіяти відразу на декількох комп'ютерах Mac і iPad
- Перероблений браузер Safari
- Підтримка відтворення вмісту AirPlay, отриманого з пристроїв iOS та iPadOS, а також з інших Mac
- Покращення FaceTime, включаючи можливість спільного використання екрана та функцію SharePlay, яка забезпечує можливість одночасного та синхронного перегляду вмісту (наприклад, музики чи телевізійних шоу)
- Можливість відновити заводські налаштування пристрою за допомогою програми System Preferences
- Живий текст для копіювання, вставки, переклад та пошук тексту у фотографіях, знімках екранів, Quick Look та Safari (потрібен Mac з процесором Apple silicon)[7]
- Фокус, щоб встановити різні режими для фільтрації сповіщень на iPhone та iPad

### Програми

#### Нотатки
Додаток Нотатки включає можливість застосовувати довільні теги, створені користувачем, до будь-яких приміток (наприклад, #готування, #робота). Додатковий шукач тегів на бічній панелі та смарт-папки дозволяють візуалізувати нотатки, позначені певним тегом або комбінацією тегів. Нова функція під назвою Quick Notes дозволяє створювати нотатки з будь-якої програми за допомогою загальносистемного сполучення клавіш або гарячих клавіш.

## Системні вимоги
macOS Monterey сумісний з усіма комп'ютерами Mac, оснащеними системами на кристалі Apple silicon, а також із наступними моделями, оснащеними центральними процесорами Intel:
- MacBook: Початку 2016 року та новіші
- MacBook Air: Початку 2015 року та новіші
- MacBook Pro: Початку 2015 року та новіші
- Mac Mini: Кінця 2014 року та новіші
- iMac: Кінця 2015 року та новіші
- iMac Pro: Кінця 2017 року
- Mac Pro: Кінця 2013 року та новіші

Примітно, що macOS Monterey припиняє підтримку Mac, що мають графічні процесори Nvidia.

## Історія випуску
|  | Попередній випуск |  | Поточний випуск |  | Поточний випуск для розробників |

| Версія | Збірка | Дата            | Версія Darwin                                        | Примітки до випуску | Примітки                                        |
| ------ | ------ | --------------- | ---------------------------------------------------- | --- | ----------------------------------------------- |
| 12.0   | 21A344 | 25 жовтня 2021  | 21.0.1 xnu-8019.30.61~4 Tue Sep 14 20:56:24 PDT 2021 | N/A | Попередньо встановлена на MacBook Pro 2021 року |
| 12.0.1 | 21A559 | 25 жовтня 2021  | 21.1.0 xnu-8019.41.5~1 Wed Oct 13 17:33:23 PDT 2021  | Примітки до випуску [Архівовано 17 березня 2022 у Wayback Machine.]                                                                   | Початковий публічний випуск                     |
| 12.1   | 21C52  | 13 грудня 2021  | 21.2.0 xnu-8019.61.5~1 Sun Nov 28 20:28:54 PST 2021  | Примітки до випуску [Архівовано 17 березня 2022 у Wayback Machine.] Оновлення безпеки [Архівовано 17 березня 2022 у Wayback Machine.] |                                                 |
| 12.2   | 21D49  | 26 січня 2022   | 21.3.0 xnu-8019.80.24~20 Wed Jan 5 21:37:58 PST 2022 | Примітки до випуску [Архівовано 17 березня 2022 у Wayback Machine.] Оновлення безпеки [Архівовано 22 березня 2022 у Wayback Machine.] |                                                 |
| 12.2.1 | 21D62  | 10 лютого 2022  | 21.3.0 xnu-8019.80.24~20 Wed Jan 5 21:37:58 PST 2022 | Примітки до випуску [Архівовано 17 березня 2022 у Wayback Machine.] Оновлення безпеки [Архівовано 17 березня 2022 у Wayback Machine.] |                                                 |
| 12.3   | 21E230 | 14 березня 2022 | 21.4.0 xnu-8020.101.4~2 Mon Feb 21 20:34:37 PST 2022 | Примітки до випуску [Архівовано 17 березня 2022 у Wayback Machine.] Оновлення безпеки [Архівовано 17 березня 2022 у Wayback Machine.] |                                                 |

## Хронологія
| Хронологія операційних систем Macintosh |
| --------------------------------------- |
|                                         |